# Peter Ascanius Schult
Peter Ascanius Schult, född 7 oktober 1798 i Sparbu, död 5 november 1875, var en norsk bergmästare.
Schult tog 1822 preliminärexamen och 1824 bergsexamen, varefter han till utgången av 1826 var konstituerad adjunkt vid Kongsbergs mellanskola. År 1827 företog han med statligt stipendium en vetenskaplig resa till England, var därefter samma år lärare vid bergkadettskolen i Røros, där han fortsatte sina praktiska studier, och bereste 1828, delvis med stipendium, Sverige och Norge, varefter han i maj 1828 blev direktör vid Røros kopparverk. I mars 1840 utnämndes han till bergmästare i nordanfjällska distriktet, men tog redan i september samma år avsked från detta ämbete och förblev – från 1850 dock under tilltagande sjuklighet – på sin hittillsvarande post i Røros, tills han efter ansökan erhöll avsked med pension från 1857 års ingång. Han invaldes som ledamot av Det Kongelige Norske Videnskabers Selskab i Trondheim 1829. 